# Blackboxtest
Blackboxtesten neemt een extern perspectief van de testobjecten om testcases van af te leiden. Deze tests kunnen functioneel of niet functioneel zijn. De test-ontwerper selecteert goede en foute invoer en bepaalt de goede uitvoer. Er is geen kennis van de interne structuur van de te testen objecten. Bij de Black Box test is niets (of maar een klein deel) van de werking bekend bij de tester. De blackboxtests wordt meestal na de whiteboxtest uitgevoerd door mensen die ook niet ontwikkeld hebben en niets of weinig (hoeven te) weten van de interne structuur.
Deze methode van testontwerpen is toepasbaar op alle soorten van softwaretesten, unittest, integratietest, functioneel testen, systeemtest en acceptatietest. Hoe hoger het testniveau, en daardoor groter en complexer de box is, des te meer worden we gedwongen om het blackboxtesten te versimpelen.
Alhoewel deze methode ongeïmplementeerde delen van de specificatie aan het licht kan brengen, kan men er niet zeker van zijn dat alle mogelijke situaties getest zijn.

## Testontwerptechnieken
Typische ontwerptechnieken voor blackboxtesten zijn
- Syntactische test
- Semantische test
- Usecasetest
- Procescyclustest
- Beslissingstabeltest
- Elementaire vergelijkingentest
- Equivalentie partitioneren
- Grenswaardenanalyse
- In paren testen. (Pairwise testing)
- Toestandsovergangtest (State transition tables)
- Cross-functional testing.
- Classificatieboommethode
- Oorzaak-gevolganalyse

## Validatie van gebruikersinvoer
Gebruikersinvoer moet gevalideerd worden conform de verwachte waardes. Bijvoorbeeld, als het programma om input vraagt van de prijs van een object en een waarde als 3,99 verwacht, moet de software controleren dat alle foute mogelijkheden worden bekeken. Een gebruiker zou de waarde “-1” in kunnen vullen en onverwachte resultaten krijgen. Andere voorbeelden van invoer die een fout kunnen veroorzaken zijn: “1,20,35”, “Abc”, “0,000001” en “99999999999”. Deze mogelijkheden zijn allemaal verschillende testscenario’s, waarop invoer getest zou kunnen worden. Andere mogelijkheden, zoals tekstinvoer, moet beperkt zijn door de lengte van de karakters die ingevoerd kunnen worden. Als een programma 30 karakters kan toe wijzen in het geheugen voor een naam, en de gebruiker voert 50 karakters in, kan een buffer-overflow het gevolg zijn.
Als verkeerde invoer voorkomt, moet het programma die automatisch corrigeren of een melding geven dat de gebruiker verkeerde invoer heeft gegeven.

## Hardware
De functionele testapparaten zoals voedingen, versterkers, en veel andere eenvoudige elektronische apparaten komen vaak voor in de elektronische industrie. Het geautomatiseerde functionele testen van gespecificeerde eigenschappen wordt gebruikt voor productietesten, en een deel van ontwerpvalidatie.
Het tegenovergestelde van de blackboxtest is de whiteboxtest.